# Beverly (Ohio)
Beverly ist ein Village im Washington County, Ohio, Vereinigte Staaten. Bei der Volkszählung im Jahr 2000 hatte Beverly 1282 Einwohner. Der Name der Ortschaft ist von Beverly in Massachusetts abgeleitet. Beverly gehört zur Metropolitan Statistical Area Parkersburg-Marietta-Vienna.

## Geographie
Beverlys geographische Koordinaten lauten 39° 33′ N, 81° 38′ W (39,548790, −81,636030). Der Ort liegt am nördlichen Ufer des Muskingum Rivers; Ohio State Route 60, Ohio State Route 83 und Ohio State Route 339 laufen im Ort zusammen.
Nach den Angaben des United States Census Bureaus hat Beverly eine Gesamtfläche von 2,0 km², wovon 1,9 km² auf Land und weniger als 0,2 km² (= 7,69 %) auf Gewässer entfallen.

## Demographie
Zum Zeitpunkt des United States Census 2000 bewohnten Beverly 1282 Personen. Die Bevölkerungsdichte betrug 678,1 Personen pro km². Es gab 604 Wohneinheiten, durchschnittlich 319,5 pro km². Die Bevölkerung Beverlys bestand zu 99,38 % aus Weißen, 0,31 % Schwarzen oder African American, 0,08 % Native American, 0,08 % Asian, 0 % Pacific Islander, 0 % gaben an, anderen Rassen anzugehören und 0,16 % nannten zwei oder mehr Rassen. 0,23 % der Bevölkerung erklärten, Hispanos oder Latinos jeglicher Rasse zu sein.
Die Bewohner Beverlys verteilten sich auf 556 Haushalte, von denen in 26,3 % Kinder unter 18 Jahren lebten. 53,6 % der Haushalte stellten Verheiratete, 7,7 % hatten einen weiblichen Haushaltsvorstand ohne Ehemann und 36,7 % bildeten keine Familien. 32,7 % der Haushalte bestanden aus Einzelpersonen und in 15,5 % aller Haushalte lebte jemand im Alter von 65 Jahren oder mehr alleine. Die durchschnittliche Haushaltsgröße betrug 2,23 und die durchschnittliche Familiengröße 2,81 Personen.
Die Bevölkerung verteilte sich auf 21,6 % Minderjährige, 7,4 % 18–24-Jährige, 24,9 % 25–44-Jährige, 23,5 % 45–64-Jährige und 22,6 % im Alter von 65 Jahren oder mehr. Das Durchschnittsalter betrug 43 Jahre. Auf jeweils 100 Frauen entfielen 87,2 Männer. Bei den über 18-Jährigen entfielen auf 100 Frauen 84,1 Männer.
Das mittlere Haushaltseinkommen in Beverly betrug 32.798 US-Dollar und das mittlere Familieneinkommen erreichte die Höhe von 39.853 US-Dollar. Das Durchschnittseinkommen der Männer betrug 35.556 US-Dollar, gegenüber 19.196 US-Dollar bei den Frauen. Das Pro-Kopf-Einkommen belief sich auf 20.597 US-Dollar. 8,4 % der Bevölkerung und 9,8 % der Familien hatten ein Einkommen unterhalb der Armutsgrenze, davon waren 10,9 % der Minderjährigen und 10,1 % der Altersgruppe 65 Jahre und mehr betroffen.

## Bildung
Beverly gehört zum Fort Frye School District, dessen High School und Junior High School sowie eine Elementary School sich in Beverly befinden.